# Viktor Storck

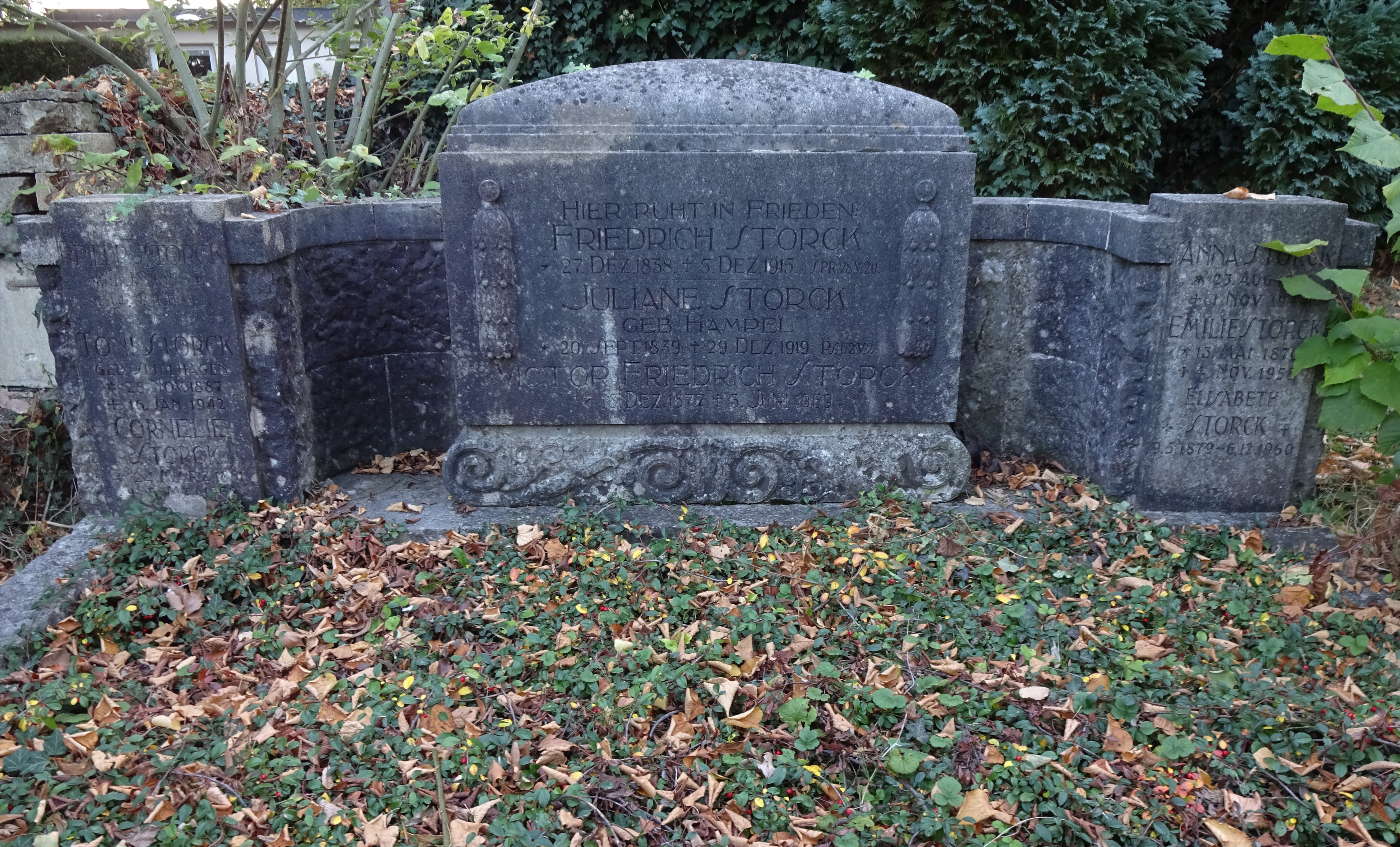
Familiengrab von Friedrich Storck und Viktor Storck auf dem Reformierten Friedhof Hochstraße in Wuppertal

Viktor Friedrich Storck (* 18. Dezember 1877 in Elberfeld (heute Stadtteil von Wuppertal); † 3. Juni 1969 in Wuppertal) war ein deutscher Schriftsteller und Dichter.
Er war als Volksdichter bekannt und veröffentlichte zahlreiche Werke sowohl in Hochdeutsch als auch in Elberfelder Platt. Er war der Sohn des Elberfelder Heimatdichters Friedrich Storck. Verheiratet war er mit Tony Helene Georgine Maria Spielhagen (1887–1942).

## Veröffentlichungen
- Vaterhaus und Vaterstadt, Wuppertal-Barmen 1972, (3. Auflage)
- Pannasch, Wuppertal 1949, (2. Auflage)
- Sied on Kattun, Wuppertal-Elberfeld 1938
- Dörch Kappes on Teback, Wuppertal-Elberfeld 1937
- Dröppelmina, Wuppertal-Elberfeld 1934
- En Köppken Troast, Elberfeld 1929

## Belege
1. ↑  Hans Schulz-Fielbrandt: Literarische Heimatkunde des Ruhr-Wupper-Raumes. 1600 Jahre Literatur-Geschichte. van der Linnepe, Hagen 1987, ISBN 3-921297-75-3, S. 340.
2. ↑  Geburtsurkunde von Tony Helene Georgine Maria Spielhagen, geb. 28. November 1887 in Frankfurt/M.
3. ↑  Personalblatt A für Studienräte von Tony Storck, geb. Spielhagen, Elberfeld, 17. Juni 1925

| Personendaten    | Personendaten                                 |
| ---------------- | --------------------------------------------- |
| NAME             | Storck, Viktor                                |
| ALTERNATIVNAMEN  | Storck, Viktor Friedrich (vollständiger Name) |
| KURZBESCHREIBUNG | deutscher Schriftsteller und Dichter          |
| GEBURTSDATUM     | 18. Dezember 1877                             |
| GEBURTSORT       | Elberfeld                                     |
| STERBEDATUM      | 3. Juni 1969                                  |
| STERBEORT        | Wuppertal                                     |